# São Paulo (chanson)
Pour les articles homonymes, voir São Paulo (homonymie).
Singles par The Weeknd
Timeless
(2024)
Singles par Anitta
Malvado Favorito
(2024)
São Paulo est une chanson du chanteur canadien The Weeknd et de la chanteuse brésilienne Anitta. Elle a été sortie le 30 octobre 2024 via XO et Republic Records en tant que troisième single du prochain sixième album studio de The Weeknd, intitulé Hurry Up Tomorrow.

## Contexte et promotion
Pour promouvoir son prochain album et célébrer son dernier projet sous le pseudonyme The Weeknd, l’artiste a organisé un concert unique à São Paulo intitulé « One-Night-Only » le 7 septembre 2024. Cette occasion a également marqué la première fois que The Weeknd et Anitta ont interprété leur collaboration « São Paulo ». La performance a été une surprise, car Anitta est apparue sur scène déguisée au départ en l'une des danseuses de The Weeknd.
Le 27 octobre, Anitta a partagé un post montrant une image d'échographie d'un bébé avec des dents pointues et une queue fourchue, demandant si la créature est belle, à laquelle The Weeknd a répondu en disant combien elle semblait belle. L'image portait la date du 30 octobre 2024, qui s'est avérée être la date de sortie. Anitta avait précédemment publié une photo d'elle-même avec un ventre de femme enceinte et un masque blanc sur le visage deux jours auparavant.